# Фрідом (Вайомінг)
Фрідом (англ. Freedom) — переписна місцевість (CDP) в США, в округах Карібу і Лінкольн штату Вайомінг. Населення — 247 осіб (2020).

## Географія
Фрідом розташований за координатами 42°59′7″ пн. ш. 111°1′47″ зх. д. / 42.98528° пн. ш. 111.02972° зх. д. (42.985374, -111.029591).  За даними Бюро перепису населення США в 2010 році переписна місцевість мала площу 10,40 км², уся площа — суходіл.

## Демографія
Згідно з переписом 2010 року, у переписній місцевості мешкало 214 осіб у 80 домогосподарствах у складі 58 родин. Густота населення становила 21 особа/км².  Було 92 помешкання (9/км²).
Расовий склад населення:
| - 96,3 % — білих - 0,5 % — чорних або афроамериканців - 2,8 % — осіб інших рас |

До двох чи більше рас належало 0,5 %. Частка іспаномовних становила 3,7 % від усіх жителів.
За віковим діапазоном населення розподілялося таким чином: 31,8 % — особи молодші 18 років, 57,9 % — особи у віці 18—64 років, 10,3 % — особи у віці 65 років та старші. Медіана віку мешканця становила 32,2 року. На 100 осіб жіночої статі у переписній місцевості припадало 105,8 чоловіків;  на 100 жінок у віці від 18 років та старших — 114,7 чоловіків також старших 18 років.
За межею бідності перебувало 34,6 % осіб, у тому числі 34,7 % дітей у віці до 18 років та 0,0 % осіб у віці 65 років та старших.
Цивільне працевлаштоване населення становило 155 осіб. Основні галузі зайнятості: освіта, охорона здоров'я та соціальна допомога — 21,3 %, будівництво — 20,6 %, сільське господарство, лісництво, риболовля — 20,0 %.